# Diego Poyet
Diego Poyet González (Zaragoza, España, 8 de abril de 1995), es un exfutbolista uruguayo que también posee la nacionalidad española. Jugaba de mediocampista. Se retiró a la prematura edad de 24 años.
Nació en España de padres uruguayos y posteriormente emigró a Inglaterra. Es hijo del exfutbolista y director técnico Gustavo Poyet y nieto del baloncestista Washington Poyet.
Actualmente es asistente técnico de Gustavo Poyet en el Jeonbuk Hyundai Motors Football Club de la K League 1 de Corea del Sur.

## Carrera deportiva

### West Ham United
El 8 de julio de 2014 Diego Poyet se incorpora al West Ham de la Premier League, y tuvo su debut en dicha competencia el 23 de agosto frente al Crystal Palace. En la temporada 2015-16, Poyet es cedido al Milton Keynes Dons de la Championship, hasta comienzos de enero del año 2016, en que fue cedido al club Charlton hasta finalizar esa temporada.

### Godoy Cruz
El 7 de febrero el Club Deportivo Godoy Cruz Antonio Tomba confirma la incorporación de Diego Poyet luego de quedar libre del West Ham United.

## Selección nacional
Poyet ha jugado para las selecciones sub-16 y sub-17 de Inglaterra.
A pesar de haber sido citado para la selección sub-21 de Inglaterra en 2014, Diego decidió renunciar esa posibilidad, a la espera de una convocatoria a la selección uruguaya.
Su primer partido con la camiseta sub-20 de Uruguay fue el 26 de marzo de 2015 ante Francia, encuentro que terminó 1-1, en un amistoso preparativo para el Mundial Sub-20 del mismo año.

### Participaciones en juveniles
| Competición         | Sede          | Resultado        | Part. |
| ------------------- | ------------- | ---------------- | ----- |
| Mundial Sub-20 2015 | Nueva Zelanda | Octavos de final | 4     |

| Detalle de partidos con la Sub-20 | Detalle de partidos con la Sub-20 | Detalle de partidos con la Sub-20 | Detalle de partidos con la Sub-20 | Detalle de partidos con la Sub-20  | Detalle de partidos con la Sub-20 | Detalle de partidos con la Sub-20 | Detalle de partidos con la Sub-20 | Detalle de partidos con la Sub-20                           | Detalle de partidos con la Sub-20 |
| N°                                | Rival                             | Resultado                         | Fecha                             | Lugar                              | Competencia                       | Goles                             | Asistencias                       | Ref.                                                        |                                   |
| --------------------------------- | --------------------------------- | --------------------------------- | --------------------------------- | ---------------------------------- | --------------------------------- | --------------------------------- | --------------------------------- | ----------------------------------------------------------- | --------------------------------- |
| 1                                 | Francia                           | 1:1 (1:0)                         | 26 de marzo de 2015               | Clairefontaine-en-Yvelines Francia | Amistoso                          | -                                 | -                                 | 1 Archivado el 23 de septiembre de 2015 en Wayback Machine. |                                   |
| 2                                 | Uzbekistán                        | 0:1 (0:1)                         | 29 de marzo de 2015               | Coímbra Portugal                   | Amistoso                          | -                                 | -                                 | 2 Archivado el 30 de marzo de 2016 en Wayback Machine.      |                                   |
| 3                                 | Portugal                          | 0:3 (0:2)                         | 31 de marzo de 2015               | Coímbra Portugal                   | Amistoso                          | -                                 | -                                 | 3 Archivado el 4 de marzo de 2016 en Wayback Machine.       |                                   |
| 4                                 | Honduras                          | 1:2 (0:1)                         | 11 de mayo de 2015                | Maldonado · Uruguay                | Amistoso                          | -                                 | -                                 | 4                                                           |                                   |
| 5                                 | Panamá                            | 0:1 (0:0)                         | 20 de mayo de 2015                | Hamilton Nueva Zelanda             | Amistoso                          | -                                 | -                                 | 5                                                           |                                   |
| 6                                 | Ucrania                           | 2:1 (0:0)                         | 24 de mayo de 2015                | Auckland Nueva Zelanda             | Amistoso                          | -                                 | -                                 | 6                                                           |                                   |
| 7                                 | Serbia                            | 1:0 (0:0)                         | 31 de mayo de 2015                | Dunedin Nueva Zelanda              | Copa Mundial Fase de grupos       | -                                 | -                                 | 7 Archivado el 31 de mayo de 2015 en Wayback Machine.       |                                   |
| 8                                 | México                            | 1:2 (0:0)                         | 3 de junio de 2015                | Dunedin Nueva Zelanda              | Copa Mundial Fase de grupos       | -                                 | -                                 | 8 Archivado el 27 de octubre de 2018 en Wayback Machine.    |                                   |
| 9                                 | Malí                              | 1:1 (1:1)                         | 6 de junio de 2015                | Hamilton Nueva Zelanda             | Copa Mundial Fase de grupos       | -                                 | -                                 | 9                                                           |                                   |
| 10                                | Brasil                            | 0:0 (0:0) (4:5 pen.)              | 11 de junio de 2015               | Nueva Plymouth Nueva Zelanda       | Copa Mundial Octavos de final     | -                                 | -                                 | 10 Archivado el 27 de octubre de 2018 en Wayback Machine.   |                                   |

## Clubes
| Club                        | País       | Año       |
| --------------------------- | ---------- | --------- |
| Charlton Athletic           | Inglaterra | 2013–2014 |
| Huddersfield Town (cedido)  | Inglaterra | 2014      |
| West Ham United             | Inglaterra | 2014–2015 |
| Milton Keynes Dons (cedido) | Inglaterra | 2015–2016 |
| Charlton (cedido)           | Inglaterra | 2016      |
| Godoy Cruz                  | Argentina  | 2017      |
| Pafos FC                    | Chipre     | 2017-2018 |

### Selecciones
Actualizado al 11 de junio de 2015.
Último partido citado: Brasil 0 - Uruguay 0
| Sub-20 · Uruguay                                        | 2014/15       | - | - | 4 | 0 | 6 | 0 | 10 | 0 |
| Sub-20 · Uruguay                                        | Total sel.    | - | - | 4 | 0 | 6 | 0 | 10 | 0 |
| Total carrera                                           | Total carrera | - | - | 4 | 0 | 6 | 0 | 10 | 0 |
| (1)Incluidos los datos de la Copa Mundial Sub-20 (2015) |               |   |   |   |   |   |   |    |   |